# روبي سيمبسون
روبي سيمبسون (بالإنجليزية: Robbie Simpson)‏ (15 مارس 1985 في المملكة المتحدة - ) هو لاعب كرة قدم بريطاني في مركز الهجوم. لعب مع أولدهام أثلتيك وكامبريدج يونايتد وكوفنتري سيتي ونادي برينتفورد ونادي ليتون أورينت وهدرسفيلد تاون ونادي كامبريدج ستي.

## وصلات خارجية
- روبي سيمبسون على موقع قاعدة بيانات كرة القدم.إي يو (الإنجليزية)
- روبي سيمبسون على موقع Soccerbase.com (لاعب) (الإنجليزية)
- روبي سيمبسون على موقع Soccerbase.com (لاعب) (الإنجليزية)
- روبي سيمبسون على موقع Soccerway.com (الإنجليزية)